# Allegri automobilisti, ovvero Spaventoso assassinio
Allegri automobilisti, ovvero Spaventoso assassinio (Bunny's Mistake) è un cortometraggio muto del 1914 diretto da George D. Baker.

## Produzione
Il film fu prodotto dalla Vitagraph Company of America.

## Distribuzione
Distribuito dalla General Film Company, il film - un cortometraggio di 300 metri, ovvero un rullo - uscì nelle sale statunitensi il 9 gennaio 1914 .
Con il visto di censura nº 3367, il film fu distribuito in Italia dalla Ferrari nel maggio 1914.